# Dimeria sreenarayanae
Dimeria sreenarayanae là một loài thực vật có hoa trong họ Hòa thảo. Loài này được Ravi & Anil Kumar mô tả khoa học đầu tiên năm 1992.